# Fabiano Caruana
Pour les articles homonymes, voir Caruana.
Fabiano Caruana, né le 30 juillet 1992 à Miami, est un joueur d'échecs américano-italien.
En 2007, il obtient à quatorze ans, onze mois et vingt jours le titre de grand maître international, faisant de lui à cette date le plus jeune joueur italien à avoir obtenu ce titre. La même année, il remporte son premier championnat d'Italie d'échecs, performance qu'il renouvelle en 2008, 2010 et 2011. Il joue pour les États-Unis jusqu'en 2005, puis pour l'Italie, avant de rejouer pour les États-Unis en juin 2015. Il remporte quatre fois le championnat des États-Unis (en 2016 et de 2022 à 2024).
En 2018, il affronte le Norvégien Magnus Carlsen, champion du monde en titre lors de la finale du championnat du monde d'échecs, mais s’incline dans les départages en parties rapides après avoir fait jeu égal en parties longues.
Au 29 mai 2025, son  classement Elo est de 2 782 points, ce qui en fait le deuxième joueur mondial et numéro un américain. Son record s'établissant à 2844 elo en octobre 2014 à l'âge de 22 ans.

## Biographie
Né en Floride de parents italo-américains, Lou et Santina Caruana,, Fabiano Caruana possède les nationalités américaine et italienne. A l'âge de 4 ans, sa famille déménage de Miami, à Park Slope, un quartier de Brooklyn à New York. 

## Carrière

### Débuts
Fabiano Caruana commence à jouer aux échecs à l'âge de cinq ans. En 2002, il obtient le titre de maître FIDE, suivi en 2006 du titre de maître international.
À la même date, il se fait remarquer lorsque, à l'âge de 10 ans, il remporte à New York une partie contre Aleksander Wojtkiewicz (voir plus bas la transcription de cette partie). Il remporte à deux reprises le championnat panaméricain d'échecs de la jeunesse, en 2002 en Argentine et en 2003 en Colombie.

### Grand maître international (2007)

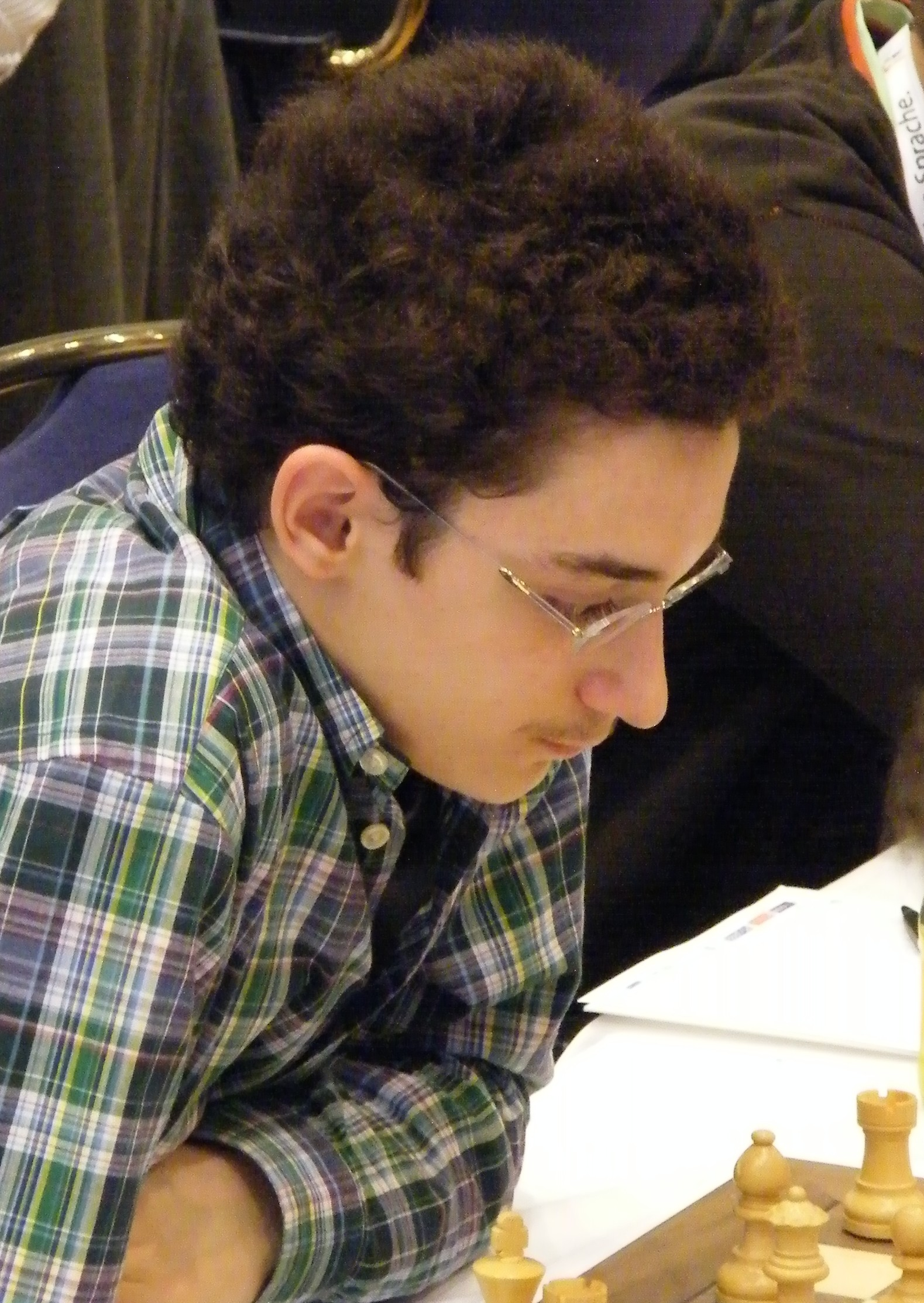
Fabiano Caruana en 2008 à l'Olympiade de Dresde.

En juillet 2007, il se retrouve en tête du classement italien de la FIDE, avec un classement Elo de 2549, devenant aussi le premier joueur au monde des moins de 16 ans.
Le 15 juillet 2007, il complète la dernière norme pour l'obtention de titre de grand maître international, ce qui fait de lui le plus jeune grand maître international d'Italie et l'un des plus jeunes au monde. Il s'entraîne à l'époque avec le grand maître hongrois d'origine ukrainienne Aleksandr Tchernine et vit à Budapest. Ce titre est officiellement ratifié par la FIDE en septembre 2007. Il a été depuis devancé par Ray Robson qui a obtenu le titre en 2009.

### Champion d'Italie (2007-2008 et 2010-2011)
En novembre-décembre 2006, à Crémone, Caruana termine en deuxième position du Championnat d'échecs d'Italie, vaincu pour une cinquième fois par le grand maître Michele Godena. Le tournoi se termine en laissant les deux adversaires à égalité (8 points sur 11). Le titre est alors attribué après quatre parties en blitz (5 minutes chacune). Godena parvient à prendre le dessus à la dernière partie.
Le 4 décembre 2007, Caruana est couronné champion d'Italie, avec un score de 9,5 sur 11 lors du tournoi, avec 3 points d'avance sur la deuxième place du maître international Sabino Brunello et du grand maître Carlos Garcia Palermo. Il conserve le titre en 2008 en marquant 8 points sur 11, en devançant Michele Godena. Il remporte un troisième titre en 2010 avec 9 points sur 11 et un quatrième titre en 2011 avec 10 points sur 11 (neuf victoires et deux nulles) et 3,5 points d'avance sur le deuxième.
Le 1er octobre 2008, il entre dans le top 100 mondial à la 87e place avec un classement Elo de 2 640.

### Vainqueur du tournoi de Bienne (2010)

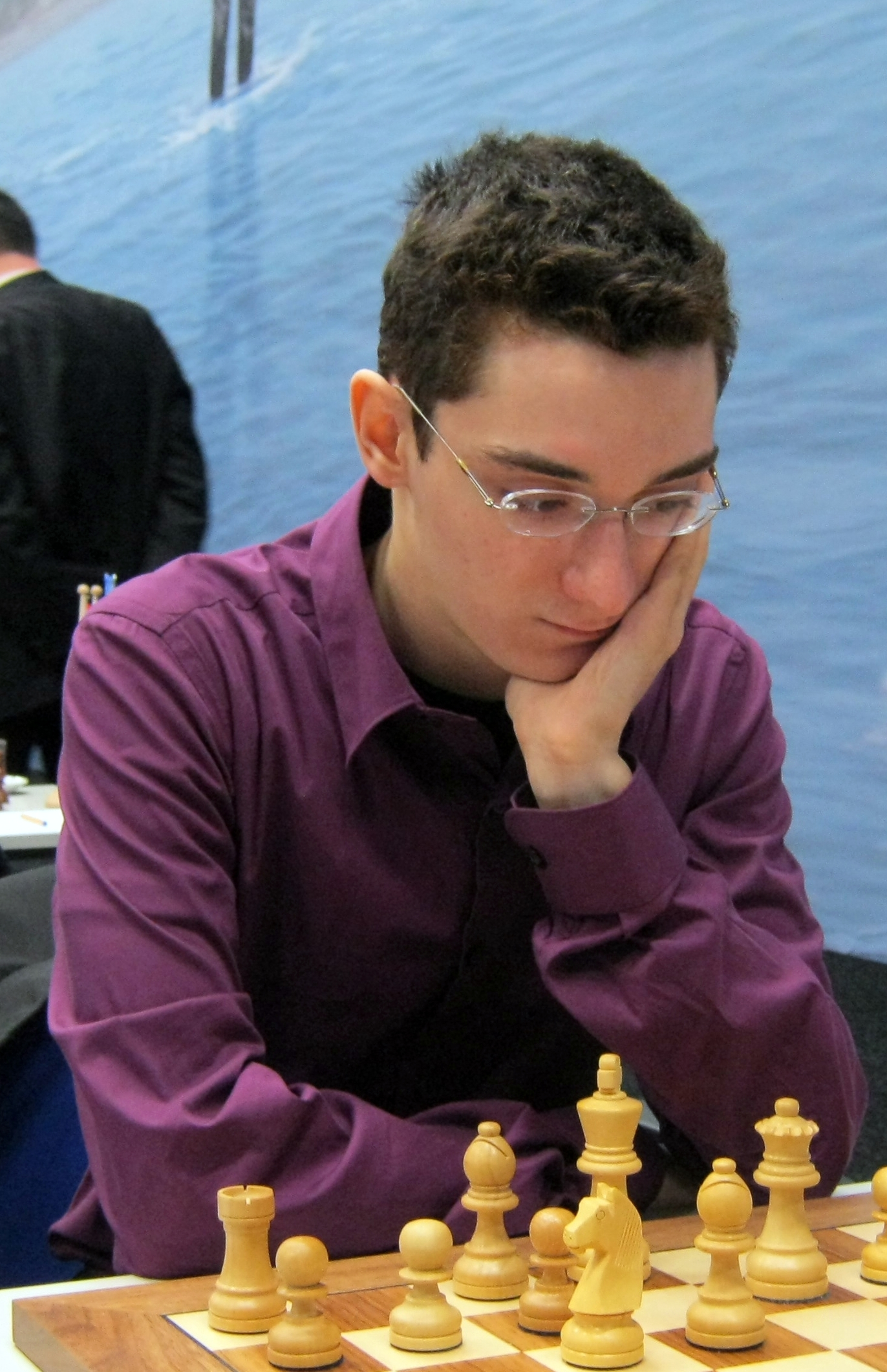
Fabiano Caruana en 2012.

En 2010, Fabiano Caruana remporte le Festival d'échecs de Bienne après des matchs de départages.

### Triple vainqueur du tournoi de Dortmund (2012 et 2014-2015)
Au 1er mars 2012, il est le 7e joueur mondial et le 1er junior mondial avec un classement Elo de 2 767 points. 
En 2012, Caruana finit 2e-4e du tournoi de Wijk aan Zee, ex æquo avec Carlsen et Radjabov. Il est classé 38e du championnat d'Europe d'échecs individuel à Plovdiv. 
La même année, il remporte :
- en mars, l'open de Reykjavik avec 7,5 points sur 9 ;
- en mai, le tournoi Sigeman & Co de Malmö ;
- en juillet,  le tournoi d'échecs de Dortmund, au départage devant Sergueï Kariakine.

Deux ans plus tard, en juin 2014, il gagne pour la deuxième fois le tournoi de Dortmund, puis, il remporte pour la troisième fois le tournoi de Dortmund en 2015.
Lors de la finale du grand chelem d'échecs 2012 disputée à São Paulo et Bilbao, Caruana finit 1er-2e, ex æquo avec Magnus Carlsen mais perd le match de départage pour la première place (0-2).

### Vainqueur du tournoi de Zurich (2013)
En février 2013, il remporte le tournoi de Zurich (Zurich Chess Challenge) devant Viswanathan Anand, Vladimir Kramnik et Boris Guelfand.
Lors de l'édition du tournoi de Zurich de janvier-février 2014, Fabiano Caruana finit deuxième du classement combiné (rapide et classique), ex æquo avec Aronian, après Carlsen. 

### Coupes du monde
En août-septembre 2013, Caruana atteint les quarts de finale de la Coupe du monde d'échecs 2013 à Tromsø où il est éliminé par Maxime Vachier-Lagrave.
En août 2023, il est battu en demi-finale par l'Indien Rameshbabu Praggnanandhaa et remporte le match pour la troisième place.
| Année | Lieu            | Résultat                            | Ultime(s) adversaire(s)                                                     | Adversaires battus                                                                                      |
| ----- | --------------- | ----------------------------------- | --------------------------------------------------------------------------- | --- |
| 2009  | Khanty-Mansiïsk | quatrième tour (huitième de finale) | Vugar Gashimov                                                              | Lázaro Bruzón, Leinier Domínguez Ievgueni Alekseïev                                                     |
| 2011  | Khanty-Mansiïsk | troisième tour                      | Peter Svidler                                                               | Alekseï Pridorojny, Youri Drozdovski                                                                    |
| 2013  | Tromsø          | quart de finale (cinquième tour)    | Maxime Vachier-Lagrave                                                      | G. Akash, Yu Yangyi, Vladimir Malakhov, Julio Granda                                                    |
| 2015  | Bakou           | quatrième tour (huitième de finale) | Shakhriyar Mamedyarov                                                       | Amir Zaibi, Rauf Mamedov Anton Kovalyov                                                                 |
| 2017  | Tbilissi        | troisième tour                      | Ievgueni Naïer                                                              | Kenneth Solomon, Luka Lenič                                                                             |
| 2021  | Sotchi          | troisième tour                      | Rinat Jumabaev                                                              | Susanto Megaranto (forfait)                                                                             |
| 2023  | Bakou           | troisième (demi-finaliste)          | Rameshbabu Praggnanandhaa (demi-finale)Nidjat Abassov (match de classement) | Mikheil Mtchedlichvili, Mustafa Yılmaz, Ray Robson, Jan-Krzysztof Duda, Leinier DomínguezNidjat Abassov |

### Vainqueur de la  Coupe Sinquefield 2014
En 2014, lors de la deuxième édition de la Coupe Sinquefield à Saint-Louis, un tournoi à deux tours comprenant six des neuf meilleurs joueurs mondiaux au classement Elo, Fabiano Caruana affronte le numéro un mondial Magnus Carlsen, Levon Aronian, Hikaru Nakamura, Veselin Topalov et Maxime Vachier-Lagrave. La moyenne Elo du tournoi est de 2 802 points.
Au terme de la 5e ronde, Caruana est à 5 points sur 5, gagnant toutes ses parties. La seule performance comparable au XXIe siècle est celle de Topalov au Championnat du monde 2005 où il avait terminé la première moitié du tournoi sur la marque de 6,5/7. Continuant le tournoi avec 7 victoires en 7 parties, Caruana termine invaincu avec un score de 8,5 points sur 10. Nakamura a qualifié sa performance de « fantastique », d'après Vachier-Lagrave il a été « sans pitié ! », « surprenant » d'après Aronian, « mémorable » d'après Topalov et « déprimant » selon Carlsen. À la suite de cette performance, son classement Elo s'élève à 2 844 points, à seulement 19 points derrière Magnus Carlsen, ce qui constitue son record.

### Vainqueur du Grand Prix FIDE 2014-2015
En mai 2015, Fabiano Caruana termine premier du Grand Prix FIDE 2014-2015 grâce à ses victoires aux tournois de Bakou en octobre 2014 et de Khanty-Mansiïsk en mai 2015 (ex æquo avec Hikaru Nakamura et Dmitri Iakovenko).
Depuis le 26 juin 2015, Fabiano Caruana représente de nouveau la fédération américaine dans les compétitions d'échecs internationales et dans les classements publiés par la Fédération internationale des échecs.

### Champion des États-Unis et vainqueur de l'olympiade (2016)
En 2016, Caruana :
- finit premier ex æquo de l'open de l'île de Man (deuxième au départage derrière Pavel Eljanov) ;
- remporte le championnat des États-Unis ;
- remporte la médaille d'or par équipe lors de l'olympiade d'échecs de 2016 à Bakou ;
- remporte la médaille de bronze individuelle au premier échiquier à l'olympiade de Bakou.

La même année, il obtient quatre deuxièmes places :
- au tournoi de Wijk aan Zee, 2e-4e ex æquo avec Ding Liren, derrière le champion du monde Magnus Carlsen ;
- au tournoi d'échecs de Dortmund, 2e-4e ex æquo avec Kramnik et Dominguez ;
- à la Coupe Sinquefield,  2e-4e ex æquo avec Anand et Aronian ;
- seul deuxième du tournoi Chess Classic de Londres.

Grâce à ses deuxièmes places à Saint-Louis et Londres, il termine troisième du classement général du Grand Chess Tour 2016.

### Vainqueur du tournoi de Londres 2017
En 2017, à Londres, Caruana et Ian Nepomniachtchi finissent premiers à égalité avec 6/9 (3 gains et 6 nulles). Caruana remporte le départage 2,5-1,5.

### Vainqueur du tournoi Norway Chess et de la Coupe Sinquefield 2018
En juin 2018, Caruana remporte le tournoi « Norway Chess 2018 ».
En août 2018, il partage la première place à la Coupe Sinquefield avec Magnus Carlsen et Levon Aronian.
En décembre 2018, il dispute la finale du Grand Chess Tour à Londres et bat Levon Aronian dans le match pour la troisième place.
En octobre 2018, il remporte la médaille d'argent par équipe et la médaille d'argent individuelle à l'Olympiade d'échecs de 2018 à Batoumi.

### 2018: finaliste du championnat du monde
Du 10 au 28 mars 2018, Fabiano Caruana dispute avec sept autres joueurs le Tournoi des candidats à Berlin qu'il remporte avec 9 points sur 14 (+5 -1 =8), devançant Sergueï Kariakine et Shakhriyar Mamedyarov, deuxièmes ex aequo à 8/14 et Ding Liren 4e à 7,5/14, et devient le challenger du champion du monde en titre, Magnus Carlsen.

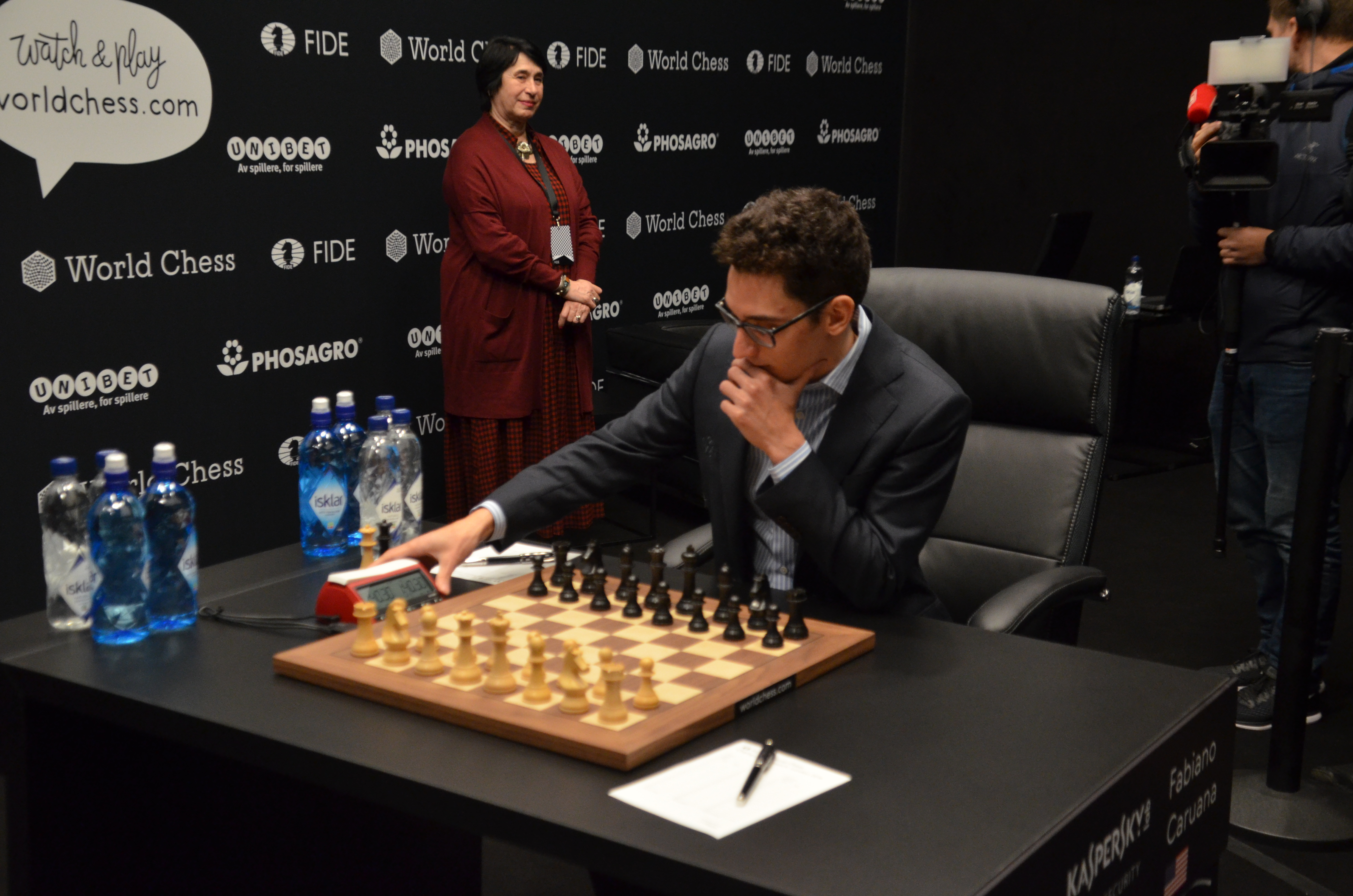
Fabiano Caruana lors de la finale du Championnat du monde d'échecs 2018.

En novembre 2018, il affronte Magnus Carlsen lors de la finale du championnat du monde 2018 qui se déroule à Londres du 9 au 28 novembre 2018. Sur les 12 parties longues, les deux joueurs réalisent 12 parties nulles (partage du point), une première en championnat du monde. Caruana est finalement battu lors de la journée de départage, sur les parties en cadence rapide, Carlsen remportant les trois premières, et conservant donc son titre. 

### Covainqueur de l'open Grand Suisse FIDE (2019)
En 2019, Caruana  finit :
- deuxième ex æquo du championnat des États-Unis ;
- deuxième du tournoi Grenke de Baden-Baden et Karlsruhe (derrière Magnus Carlsen) ;
- deuxième au départage de l'open de l'île de Man (tournoi Grand Suisse FIDE), à égalité de points avec le vainqueur Wang Hao.

En septembre 2019, il battit Kasparov en match rapide et blitz dans le Champions Showdown 9LX (échecs aléatoires Fischer).

### Vainqueur du tournoi de Wijk aan Zee (2020)
En janvier 2020, il remporte le tournoi de Wijk aan Zee une ronde avant la fin du tournoi.
En janvier 2021, Caruana finit à la 3e-5e place ex æquo du tournoi de  Wijk aan Zee remporté par Jorden van Forest devant Anish Giri. 

### Tournois des candidats 2020-2021, 2022 et 2024
En avril 2021, il finit à la 3e-4e place du tournoi des candidats à Iekaterinbourg (le premier tour du tournoi avait eu lieu en 2020).
En novembre 2021, Caruana finit deuxième au départage du tournoi Grand Suisse FIDE de Riga, à égalité de points avec le vainqueur Alireza Firouzja.
Lors du tournoi des candidats pour le Championnat du monde d'échecs 2023, il termine cinquième avec 6,5 points sur 14.
En 2023, Caruana finit troisième de la Coupe du monde d'échecs 2023, ce qui le qualifie pour le tournoi des candidats disputé à Toronto en 2024.

### Championnats des États-Unis (2022, 2023 et 2024)
Caruana remporte un deuxième titre de champion américain en 2022, puis un troisième titre en octobre 2023 une ronde avant la fin. En octobre 2024, pour la troisième année consécutive, il sort vainqueur du championnat des États-Unis, et remporte ainsi son quatrième titre,.

### Vainqueur du Grand Chess Tour 2023
Dans le Grand Chess Tour 2023, Caruana remporte le tournoi classique de Bucarest (Superbet), le tournoi rapide et blitz de Saint-Louis et la Coupe Sinquefield.Il finit premier du classement général.

## Personnalité et style de jeu
Fabiano Caruana a la réputation d'être très travailleur et d'investir beaucoup de temps et d'argent dans son entraînement échiquéen. Il donne aussi une forte importance à son entrainement physique, ayant des qualités d'endurance qui seraient presque dignes de celles d'un marathonien. Lors de la Sinquefield Cup 2014, il s'est révélé un joueur « agressif au style parfois flamboyant ».

### Exemple de fin de partie
|   | a | b | c | d | e | f | g | h |   |
| 8 | Tour blanche sur case blanche e6 · Pion noir sur case blanche d5 · Pion noir sur case blanche h5 · Tour noire sur case noire b4 · Pion noir sur case blanche c4 · Pion blanc sur case noire d4 · Fou noir sur case blanche e4 · Pion blanc sur case noire f4 · Pion noir sur case blanche g4 · Fou blanc sur case noire h4 · Pion blanc sur case noire g3 · Pion blanc sur case blanche c2 · Roi blanc sur case noire d2 · Roi noir sur case noire h2 | Tour blanche sur case blanche e6 · Pion noir sur case blanche d5 · Pion noir sur case blanche h5 · Tour noire sur case noire b4 · Pion noir sur case blanche c4 · Pion blanc sur case noire d4 · Fou noir sur case blanche e4 · Pion blanc sur case noire f4 · Pion noir sur case blanche g4 · Fou blanc sur case noire h4 · Pion blanc sur case noire g3 · Pion blanc sur case blanche c2 · Roi blanc sur case noire d2 · Roi noir sur case noire h2 | Tour blanche sur case blanche e6 · Pion noir sur case blanche d5 · Pion noir sur case blanche h5 · Tour noire sur case noire b4 · Pion noir sur case blanche c4 · Pion blanc sur case noire d4 · Fou noir sur case blanche e4 · Pion blanc sur case noire f4 · Pion noir sur case blanche g4 · Fou blanc sur case noire h4 · Pion blanc sur case noire g3 · Pion blanc sur case blanche c2 · Roi blanc sur case noire d2 · Roi noir sur case noire h2 | Tour blanche sur case blanche e6 · Pion noir sur case blanche d5 · Pion noir sur case blanche h5 · Tour noire sur case noire b4 · Pion noir sur case blanche c4 · Pion blanc sur case noire d4 · Fou noir sur case blanche e4 · Pion blanc sur case noire f4 · Pion noir sur case blanche g4 · Fou blanc sur case noire h4 · Pion blanc sur case noire g3 · Pion blanc sur case blanche c2 · Roi blanc sur case noire d2 · Roi noir sur case noire h2 | Tour blanche sur case blanche e6 · Pion noir sur case blanche d5 · Pion noir sur case blanche h5 · Tour noire sur case noire b4 · Pion noir sur case blanche c4 · Pion blanc sur case noire d4 · Fou noir sur case blanche e4 · Pion blanc sur case noire f4 · Pion noir sur case blanche g4 · Fou blanc sur case noire h4 · Pion blanc sur case noire g3 · Pion blanc sur case blanche c2 · Roi blanc sur case noire d2 · Roi noir sur case noire h2 | Tour blanche sur case blanche e6 · Pion noir sur case blanche d5 · Pion noir sur case blanche h5 · Tour noire sur case noire b4 · Pion noir sur case blanche c4 · Pion blanc sur case noire d4 · Fou noir sur case blanche e4 · Pion blanc sur case noire f4 · Pion noir sur case blanche g4 · Fou blanc sur case noire h4 · Pion blanc sur case noire g3 · Pion blanc sur case blanche c2 · Roi blanc sur case noire d2 · Roi noir sur case noire h2 | Tour blanche sur case blanche e6 · Pion noir sur case blanche d5 · Pion noir sur case blanche h5 · Tour noire sur case noire b4 · Pion noir sur case blanche c4 · Pion blanc sur case noire d4 · Fou noir sur case blanche e4 · Pion blanc sur case noire f4 · Pion noir sur case blanche g4 · Fou blanc sur case noire h4 · Pion blanc sur case noire g3 · Pion blanc sur case blanche c2 · Roi blanc sur case noire d2 · Roi noir sur case noire h2 | Tour blanche sur case blanche e6 · Pion noir sur case blanche d5 · Pion noir sur case blanche h5 · Tour noire sur case noire b4 · Pion noir sur case blanche c4 · Pion blanc sur case noire d4 · Fou noir sur case blanche e4 · Pion blanc sur case noire f4 · Pion noir sur case blanche g4 · Fou blanc sur case noire h4 · Pion blanc sur case noire g3 · Pion blanc sur case blanche c2 · Roi blanc sur case noire d2 · Roi noir sur case noire h2 | 8 |
| 7 | Tour blanche sur case blanche e6 · Pion noir sur case blanche d5 · Pion noir sur case blanche h5 · Tour noire sur case noire b4 · Pion noir sur case blanche c4 · Pion blanc sur case noire d4 · Fou noir sur case blanche e4 · Pion blanc sur case noire f4 · Pion noir sur case blanche g4 · Fou blanc sur case noire h4 · Pion blanc sur case noire g3 · Pion blanc sur case blanche c2 · Roi blanc sur case noire d2 · Roi noir sur case noire h2 | Tour blanche sur case blanche e6 · Pion noir sur case blanche d5 · Pion noir sur case blanche h5 · Tour noire sur case noire b4 · Pion noir sur case blanche c4 · Pion blanc sur case noire d4 · Fou noir sur case blanche e4 · Pion blanc sur case noire f4 · Pion noir sur case blanche g4 · Fou blanc sur case noire h4 · Pion blanc sur case noire g3 · Pion blanc sur case blanche c2 · Roi blanc sur case noire d2 · Roi noir sur case noire h2 | Tour blanche sur case blanche e6 · Pion noir sur case blanche d5 · Pion noir sur case blanche h5 · Tour noire sur case noire b4 · Pion noir sur case blanche c4 · Pion blanc sur case noire d4 · Fou noir sur case blanche e4 · Pion blanc sur case noire f4 · Pion noir sur case blanche g4 · Fou blanc sur case noire h4 · Pion blanc sur case noire g3 · Pion blanc sur case blanche c2 · Roi blanc sur case noire d2 · Roi noir sur case noire h2 | Tour blanche sur case blanche e6 · Pion noir sur case blanche d5 · Pion noir sur case blanche h5 · Tour noire sur case noire b4 · Pion noir sur case blanche c4 · Pion blanc sur case noire d4 · Fou noir sur case blanche e4 · Pion blanc sur case noire f4 · Pion noir sur case blanche g4 · Fou blanc sur case noire h4 · Pion blanc sur case noire g3 · Pion blanc sur case blanche c2 · Roi blanc sur case noire d2 · Roi noir sur case noire h2 | Tour blanche sur case blanche e6 · Pion noir sur case blanche d5 · Pion noir sur case blanche h5 · Tour noire sur case noire b4 · Pion noir sur case blanche c4 · Pion blanc sur case noire d4 · Fou noir sur case blanche e4 · Pion blanc sur case noire f4 · Pion noir sur case blanche g4 · Fou blanc sur case noire h4 · Pion blanc sur case noire g3 · Pion blanc sur case blanche c2 · Roi blanc sur case noire d2 · Roi noir sur case noire h2 | Tour blanche sur case blanche e6 · Pion noir sur case blanche d5 · Pion noir sur case blanche h5 · Tour noire sur case noire b4 · Pion noir sur case blanche c4 · Pion blanc sur case noire d4 · Fou noir sur case blanche e4 · Pion blanc sur case noire f4 · Pion noir sur case blanche g4 · Fou blanc sur case noire h4 · Pion blanc sur case noire g3 · Pion blanc sur case blanche c2 · Roi blanc sur case noire d2 · Roi noir sur case noire h2 | Tour blanche sur case blanche e6 · Pion noir sur case blanche d5 · Pion noir sur case blanche h5 · Tour noire sur case noire b4 · Pion noir sur case blanche c4 · Pion blanc sur case noire d4 · Fou noir sur case blanche e4 · Pion blanc sur case noire f4 · Pion noir sur case blanche g4 · Fou blanc sur case noire h4 · Pion blanc sur case noire g3 · Pion blanc sur case blanche c2 · Roi blanc sur case noire d2 · Roi noir sur case noire h2 | Tour blanche sur case blanche e6 · Pion noir sur case blanche d5 · Pion noir sur case blanche h5 · Tour noire sur case noire b4 · Pion noir sur case blanche c4 · Pion blanc sur case noire d4 · Fou noir sur case blanche e4 · Pion blanc sur case noire f4 · Pion noir sur case blanche g4 · Fou blanc sur case noire h4 · Pion blanc sur case noire g3 · Pion blanc sur case blanche c2 · Roi blanc sur case noire d2 · Roi noir sur case noire h2 | 7 |
| 6 | Tour blanche sur case blanche e6 · Pion noir sur case blanche d5 · Pion noir sur case blanche h5 · Tour noire sur case noire b4 · Pion noir sur case blanche c4 · Pion blanc sur case noire d4 · Fou noir sur case blanche e4 · Pion blanc sur case noire f4 · Pion noir sur case blanche g4 · Fou blanc sur case noire h4 · Pion blanc sur case noire g3 · Pion blanc sur case blanche c2 · Roi blanc sur case noire d2 · Roi noir sur case noire h2 | Tour blanche sur case blanche e6 · Pion noir sur case blanche d5 · Pion noir sur case blanche h5 · Tour noire sur case noire b4 · Pion noir sur case blanche c4 · Pion blanc sur case noire d4 · Fou noir sur case blanche e4 · Pion blanc sur case noire f4 · Pion noir sur case blanche g4 · Fou blanc sur case noire h4 · Pion blanc sur case noire g3 · Pion blanc sur case blanche c2 · Roi blanc sur case noire d2 · Roi noir sur case noire h2 | Tour blanche sur case blanche e6 · Pion noir sur case blanche d5 · Pion noir sur case blanche h5 · Tour noire sur case noire b4 · Pion noir sur case blanche c4 · Pion blanc sur case noire d4 · Fou noir sur case blanche e4 · Pion blanc sur case noire f4 · Pion noir sur case blanche g4 · Fou blanc sur case noire h4 · Pion blanc sur case noire g3 · Pion blanc sur case blanche c2 · Roi blanc sur case noire d2 · Roi noir sur case noire h2 | Tour blanche sur case blanche e6 · Pion noir sur case blanche d5 · Pion noir sur case blanche h5 · Tour noire sur case noire b4 · Pion noir sur case blanche c4 · Pion blanc sur case noire d4 · Fou noir sur case blanche e4 · Pion blanc sur case noire f4 · Pion noir sur case blanche g4 · Fou blanc sur case noire h4 · Pion blanc sur case noire g3 · Pion blanc sur case blanche c2 · Roi blanc sur case noire d2 · Roi noir sur case noire h2 | Tour blanche sur case blanche e6 · Pion noir sur case blanche d5 · Pion noir sur case blanche h5 · Tour noire sur case noire b4 · Pion noir sur case blanche c4 · Pion blanc sur case noire d4 · Fou noir sur case blanche e4 · Pion blanc sur case noire f4 · Pion noir sur case blanche g4 · Fou blanc sur case noire h4 · Pion blanc sur case noire g3 · Pion blanc sur case blanche c2 · Roi blanc sur case noire d2 · Roi noir sur case noire h2 | Tour blanche sur case blanche e6 · Pion noir sur case blanche d5 · Pion noir sur case blanche h5 · Tour noire sur case noire b4 · Pion noir sur case blanche c4 · Pion blanc sur case noire d4 · Fou noir sur case blanche e4 · Pion blanc sur case noire f4 · Pion noir sur case blanche g4 · Fou blanc sur case noire h4 · Pion blanc sur case noire g3 · Pion blanc sur case blanche c2 · Roi blanc sur case noire d2 · Roi noir sur case noire h2 | Tour blanche sur case blanche e6 · Pion noir sur case blanche d5 · Pion noir sur case blanche h5 · Tour noire sur case noire b4 · Pion noir sur case blanche c4 · Pion blanc sur case noire d4 · Fou noir sur case blanche e4 · Pion blanc sur case noire f4 · Pion noir sur case blanche g4 · Fou blanc sur case noire h4 · Pion blanc sur case noire g3 · Pion blanc sur case blanche c2 · Roi blanc sur case noire d2 · Roi noir sur case noire h2 | Tour blanche sur case blanche e6 · Pion noir sur case blanche d5 · Pion noir sur case blanche h5 · Tour noire sur case noire b4 · Pion noir sur case blanche c4 · Pion blanc sur case noire d4 · Fou noir sur case blanche e4 · Pion blanc sur case noire f4 · Pion noir sur case blanche g4 · Fou blanc sur case noire h4 · Pion blanc sur case noire g3 · Pion blanc sur case blanche c2 · Roi blanc sur case noire d2 · Roi noir sur case noire h2 | 6 |
| 5 | Tour blanche sur case blanche e6 · Pion noir sur case blanche d5 · Pion noir sur case blanche h5 · Tour noire sur case noire b4 · Pion noir sur case blanche c4 · Pion blanc sur case noire d4 · Fou noir sur case blanche e4 · Pion blanc sur case noire f4 · Pion noir sur case blanche g4 · Fou blanc sur case noire h4 · Pion blanc sur case noire g3 · Pion blanc sur case blanche c2 · Roi blanc sur case noire d2 · Roi noir sur case noire h2 | Tour blanche sur case blanche e6 · Pion noir sur case blanche d5 · Pion noir sur case blanche h5 · Tour noire sur case noire b4 · Pion noir sur case blanche c4 · Pion blanc sur case noire d4 · Fou noir sur case blanche e4 · Pion blanc sur case noire f4 · Pion noir sur case blanche g4 · Fou blanc sur case noire h4 · Pion blanc sur case noire g3 · Pion blanc sur case blanche c2 · Roi blanc sur case noire d2 · Roi noir sur case noire h2 | Tour blanche sur case blanche e6 · Pion noir sur case blanche d5 · Pion noir sur case blanche h5 · Tour noire sur case noire b4 · Pion noir sur case blanche c4 · Pion blanc sur case noire d4 · Fou noir sur case blanche e4 · Pion blanc sur case noire f4 · Pion noir sur case blanche g4 · Fou blanc sur case noire h4 · Pion blanc sur case noire g3 · Pion blanc sur case blanche c2 · Roi blanc sur case noire d2 · Roi noir sur case noire h2 | Tour blanche sur case blanche e6 · Pion noir sur case blanche d5 · Pion noir sur case blanche h5 · Tour noire sur case noire b4 · Pion noir sur case blanche c4 · Pion blanc sur case noire d4 · Fou noir sur case blanche e4 · Pion blanc sur case noire f4 · Pion noir sur case blanche g4 · Fou blanc sur case noire h4 · Pion blanc sur case noire g3 · Pion blanc sur case blanche c2 · Roi blanc sur case noire d2 · Roi noir sur case noire h2 | Tour blanche sur case blanche e6 · Pion noir sur case blanche d5 · Pion noir sur case blanche h5 · Tour noire sur case noire b4 · Pion noir sur case blanche c4 · Pion blanc sur case noire d4 · Fou noir sur case blanche e4 · Pion blanc sur case noire f4 · Pion noir sur case blanche g4 · Fou blanc sur case noire h4 · Pion blanc sur case noire g3 · Pion blanc sur case blanche c2 · Roi blanc sur case noire d2 · Roi noir sur case noire h2 | Tour blanche sur case blanche e6 · Pion noir sur case blanche d5 · Pion noir sur case blanche h5 · Tour noire sur case noire b4 · Pion noir sur case blanche c4 · Pion blanc sur case noire d4 · Fou noir sur case blanche e4 · Pion blanc sur case noire f4 · Pion noir sur case blanche g4 · Fou blanc sur case noire h4 · Pion blanc sur case noire g3 · Pion blanc sur case blanche c2 · Roi blanc sur case noire d2 · Roi noir sur case noire h2 | Tour blanche sur case blanche e6 · Pion noir sur case blanche d5 · Pion noir sur case blanche h5 · Tour noire sur case noire b4 · Pion noir sur case blanche c4 · Pion blanc sur case noire d4 · Fou noir sur case blanche e4 · Pion blanc sur case noire f4 · Pion noir sur case blanche g4 · Fou blanc sur case noire h4 · Pion blanc sur case noire g3 · Pion blanc sur case blanche c2 · Roi blanc sur case noire d2 · Roi noir sur case noire h2 | Tour blanche sur case blanche e6 · Pion noir sur case blanche d5 · Pion noir sur case blanche h5 · Tour noire sur case noire b4 · Pion noir sur case blanche c4 · Pion blanc sur case noire d4 · Fou noir sur case blanche e4 · Pion blanc sur case noire f4 · Pion noir sur case blanche g4 · Fou blanc sur case noire h4 · Pion blanc sur case noire g3 · Pion blanc sur case blanche c2 · Roi blanc sur case noire d2 · Roi noir sur case noire h2 | 5 |
| 4 | Tour blanche sur case blanche e6 · Pion noir sur case blanche d5 · Pion noir sur case blanche h5 · Tour noire sur case noire b4 · Pion noir sur case blanche c4 · Pion blanc sur case noire d4 · Fou noir sur case blanche e4 · Pion blanc sur case noire f4 · Pion noir sur case blanche g4 · Fou blanc sur case noire h4 · Pion blanc sur case noire g3 · Pion blanc sur case blanche c2 · Roi blanc sur case noire d2 · Roi noir sur case noire h2 | Tour blanche sur case blanche e6 · Pion noir sur case blanche d5 · Pion noir sur case blanche h5 · Tour noire sur case noire b4 · Pion noir sur case blanche c4 · Pion blanc sur case noire d4 · Fou noir sur case blanche e4 · Pion blanc sur case noire f4 · Pion noir sur case blanche g4 · Fou blanc sur case noire h4 · Pion blanc sur case noire g3 · Pion blanc sur case blanche c2 · Roi blanc sur case noire d2 · Roi noir sur case noire h2 | Tour blanche sur case blanche e6 · Pion noir sur case blanche d5 · Pion noir sur case blanche h5 · Tour noire sur case noire b4 · Pion noir sur case blanche c4 · Pion blanc sur case noire d4 · Fou noir sur case blanche e4 · Pion blanc sur case noire f4 · Pion noir sur case blanche g4 · Fou blanc sur case noire h4 · Pion blanc sur case noire g3 · Pion blanc sur case blanche c2 · Roi blanc sur case noire d2 · Roi noir sur case noire h2 | Tour blanche sur case blanche e6 · Pion noir sur case blanche d5 · Pion noir sur case blanche h5 · Tour noire sur case noire b4 · Pion noir sur case blanche c4 · Pion blanc sur case noire d4 · Fou noir sur case blanche e4 · Pion blanc sur case noire f4 · Pion noir sur case blanche g4 · Fou blanc sur case noire h4 · Pion blanc sur case noire g3 · Pion blanc sur case blanche c2 · Roi blanc sur case noire d2 · Roi noir sur case noire h2 | Tour blanche sur case blanche e6 · Pion noir sur case blanche d5 · Pion noir sur case blanche h5 · Tour noire sur case noire b4 · Pion noir sur case blanche c4 · Pion blanc sur case noire d4 · Fou noir sur case blanche e4 · Pion blanc sur case noire f4 · Pion noir sur case blanche g4 · Fou blanc sur case noire h4 · Pion blanc sur case noire g3 · Pion blanc sur case blanche c2 · Roi blanc sur case noire d2 · Roi noir sur case noire h2 | Tour blanche sur case blanche e6 · Pion noir sur case blanche d5 · Pion noir sur case blanche h5 · Tour noire sur case noire b4 · Pion noir sur case blanche c4 · Pion blanc sur case noire d4 · Fou noir sur case blanche e4 · Pion blanc sur case noire f4 · Pion noir sur case blanche g4 · Fou blanc sur case noire h4 · Pion blanc sur case noire g3 · Pion blanc sur case blanche c2 · Roi blanc sur case noire d2 · Roi noir sur case noire h2 | Tour blanche sur case blanche e6 · Pion noir sur case blanche d5 · Pion noir sur case blanche h5 · Tour noire sur case noire b4 · Pion noir sur case blanche c4 · Pion blanc sur case noire d4 · Fou noir sur case blanche e4 · Pion blanc sur case noire f4 · Pion noir sur case blanche g4 · Fou blanc sur case noire h4 · Pion blanc sur case noire g3 · Pion blanc sur case blanche c2 · Roi blanc sur case noire d2 · Roi noir sur case noire h2 | Tour blanche sur case blanche e6 · Pion noir sur case blanche d5 · Pion noir sur case blanche h5 · Tour noire sur case noire b4 · Pion noir sur case blanche c4 · Pion blanc sur case noire d4 · Fou noir sur case blanche e4 · Pion blanc sur case noire f4 · Pion noir sur case blanche g4 · Fou blanc sur case noire h4 · Pion blanc sur case noire g3 · Pion blanc sur case blanche c2 · Roi blanc sur case noire d2 · Roi noir sur case noire h2 | 4 |
| 3 | Tour blanche sur case blanche e6 · Pion noir sur case blanche d5 · Pion noir sur case blanche h5 · Tour noire sur case noire b4 · Pion noir sur case blanche c4 · Pion blanc sur case noire d4 · Fou noir sur case blanche e4 · Pion blanc sur case noire f4 · Pion noir sur case blanche g4 · Fou blanc sur case noire h4 · Pion blanc sur case noire g3 · Pion blanc sur case blanche c2 · Roi blanc sur case noire d2 · Roi noir sur case noire h2 | Tour blanche sur case blanche e6 · Pion noir sur case blanche d5 · Pion noir sur case blanche h5 · Tour noire sur case noire b4 · Pion noir sur case blanche c4 · Pion blanc sur case noire d4 · Fou noir sur case blanche e4 · Pion blanc sur case noire f4 · Pion noir sur case blanche g4 · Fou blanc sur case noire h4 · Pion blanc sur case noire g3 · Pion blanc sur case blanche c2 · Roi blanc sur case noire d2 · Roi noir sur case noire h2 | Tour blanche sur case blanche e6 · Pion noir sur case blanche d5 · Pion noir sur case blanche h5 · Tour noire sur case noire b4 · Pion noir sur case blanche c4 · Pion blanc sur case noire d4 · Fou noir sur case blanche e4 · Pion blanc sur case noire f4 · Pion noir sur case blanche g4 · Fou blanc sur case noire h4 · Pion blanc sur case noire g3 · Pion blanc sur case blanche c2 · Roi blanc sur case noire d2 · Roi noir sur case noire h2 | Tour blanche sur case blanche e6 · Pion noir sur case blanche d5 · Pion noir sur case blanche h5 · Tour noire sur case noire b4 · Pion noir sur case blanche c4 · Pion blanc sur case noire d4 · Fou noir sur case blanche e4 · Pion blanc sur case noire f4 · Pion noir sur case blanche g4 · Fou blanc sur case noire h4 · Pion blanc sur case noire g3 · Pion blanc sur case blanche c2 · Roi blanc sur case noire d2 · Roi noir sur case noire h2 | Tour blanche sur case blanche e6 · Pion noir sur case blanche d5 · Pion noir sur case blanche h5 · Tour noire sur case noire b4 · Pion noir sur case blanche c4 · Pion blanc sur case noire d4 · Fou noir sur case blanche e4 · Pion blanc sur case noire f4 · Pion noir sur case blanche g4 · Fou blanc sur case noire h4 · Pion blanc sur case noire g3 · Pion blanc sur case blanche c2 · Roi blanc sur case noire d2 · Roi noir sur case noire h2 | Tour blanche sur case blanche e6 · Pion noir sur case blanche d5 · Pion noir sur case blanche h5 · Tour noire sur case noire b4 · Pion noir sur case blanche c4 · Pion blanc sur case noire d4 · Fou noir sur case blanche e4 · Pion blanc sur case noire f4 · Pion noir sur case blanche g4 · Fou blanc sur case noire h4 · Pion blanc sur case noire g3 · Pion blanc sur case blanche c2 · Roi blanc sur case noire d2 · Roi noir sur case noire h2 | Tour blanche sur case blanche e6 · Pion noir sur case blanche d5 · Pion noir sur case blanche h5 · Tour noire sur case noire b4 · Pion noir sur case blanche c4 · Pion blanc sur case noire d4 · Fou noir sur case blanche e4 · Pion blanc sur case noire f4 · Pion noir sur case blanche g4 · Fou blanc sur case noire h4 · Pion blanc sur case noire g3 · Pion blanc sur case blanche c2 · Roi blanc sur case noire d2 · Roi noir sur case noire h2 | Tour blanche sur case blanche e6 · Pion noir sur case blanche d5 · Pion noir sur case blanche h5 · Tour noire sur case noire b4 · Pion noir sur case blanche c4 · Pion blanc sur case noire d4 · Fou noir sur case blanche e4 · Pion blanc sur case noire f4 · Pion noir sur case blanche g4 · Fou blanc sur case noire h4 · Pion blanc sur case noire g3 · Pion blanc sur case blanche c2 · Roi blanc sur case noire d2 · Roi noir sur case noire h2 | 3 |
| 2 | Tour blanche sur case blanche e6 · Pion noir sur case blanche d5 · Pion noir sur case blanche h5 · Tour noire sur case noire b4 · Pion noir sur case blanche c4 · Pion blanc sur case noire d4 · Fou noir sur case blanche e4 · Pion blanc sur case noire f4 · Pion noir sur case blanche g4 · Fou blanc sur case noire h4 · Pion blanc sur case noire g3 · Pion blanc sur case blanche c2 · Roi blanc sur case noire d2 · Roi noir sur case noire h2 | Tour blanche sur case blanche e6 · Pion noir sur case blanche d5 · Pion noir sur case blanche h5 · Tour noire sur case noire b4 · Pion noir sur case blanche c4 · Pion blanc sur case noire d4 · Fou noir sur case blanche e4 · Pion blanc sur case noire f4 · Pion noir sur case blanche g4 · Fou blanc sur case noire h4 · Pion blanc sur case noire g3 · Pion blanc sur case blanche c2 · Roi blanc sur case noire d2 · Roi noir sur case noire h2 | Tour blanche sur case blanche e6 · Pion noir sur case blanche d5 · Pion noir sur case blanche h5 · Tour noire sur case noire b4 · Pion noir sur case blanche c4 · Pion blanc sur case noire d4 · Fou noir sur case blanche e4 · Pion blanc sur case noire f4 · Pion noir sur case blanche g4 · Fou blanc sur case noire h4 · Pion blanc sur case noire g3 · Pion blanc sur case blanche c2 · Roi blanc sur case noire d2 · Roi noir sur case noire h2 | Tour blanche sur case blanche e6 · Pion noir sur case blanche d5 · Pion noir sur case blanche h5 · Tour noire sur case noire b4 · Pion noir sur case blanche c4 · Pion blanc sur case noire d4 · Fou noir sur case blanche e4 · Pion blanc sur case noire f4 · Pion noir sur case blanche g4 · Fou blanc sur case noire h4 · Pion blanc sur case noire g3 · Pion blanc sur case blanche c2 · Roi blanc sur case noire d2 · Roi noir sur case noire h2 | Tour blanche sur case blanche e6 · Pion noir sur case blanche d5 · Pion noir sur case blanche h5 · Tour noire sur case noire b4 · Pion noir sur case blanche c4 · Pion blanc sur case noire d4 · Fou noir sur case blanche e4 · Pion blanc sur case noire f4 · Pion noir sur case blanche g4 · Fou blanc sur case noire h4 · Pion blanc sur case noire g3 · Pion blanc sur case blanche c2 · Roi blanc sur case noire d2 · Roi noir sur case noire h2 | Tour blanche sur case blanche e6 · Pion noir sur case blanche d5 · Pion noir sur case blanche h5 · Tour noire sur case noire b4 · Pion noir sur case blanche c4 · Pion blanc sur case noire d4 · Fou noir sur case blanche e4 · Pion blanc sur case noire f4 · Pion noir sur case blanche g4 · Fou blanc sur case noire h4 · Pion blanc sur case noire g3 · Pion blanc sur case blanche c2 · Roi blanc sur case noire d2 · Roi noir sur case noire h2 | Tour blanche sur case blanche e6 · Pion noir sur case blanche d5 · Pion noir sur case blanche h5 · Tour noire sur case noire b4 · Pion noir sur case blanche c4 · Pion blanc sur case noire d4 · Fou noir sur case blanche e4 · Pion blanc sur case noire f4 · Pion noir sur case blanche g4 · Fou blanc sur case noire h4 · Pion blanc sur case noire g3 · Pion blanc sur case blanche c2 · Roi blanc sur case noire d2 · Roi noir sur case noire h2 | Tour blanche sur case blanche e6 · Pion noir sur case blanche d5 · Pion noir sur case blanche h5 · Tour noire sur case noire b4 · Pion noir sur case blanche c4 · Pion blanc sur case noire d4 · Fou noir sur case blanche e4 · Pion blanc sur case noire f4 · Pion noir sur case blanche g4 · Fou blanc sur case noire h4 · Pion blanc sur case noire g3 · Pion blanc sur case blanche c2 · Roi blanc sur case noire d2 · Roi noir sur case noire h2 | 2 |
| 1 | Tour blanche sur case blanche e6 · Pion noir sur case blanche d5 · Pion noir sur case blanche h5 · Tour noire sur case noire b4 · Pion noir sur case blanche c4 · Pion blanc sur case noire d4 · Fou noir sur case blanche e4 · Pion blanc sur case noire f4 · Pion noir sur case blanche g4 · Fou blanc sur case noire h4 · Pion blanc sur case noire g3 · Pion blanc sur case blanche c2 · Roi blanc sur case noire d2 · Roi noir sur case noire h2 | Tour blanche sur case blanche e6 · Pion noir sur case blanche d5 · Pion noir sur case blanche h5 · Tour noire sur case noire b4 · Pion noir sur case blanche c4 · Pion blanc sur case noire d4 · Fou noir sur case blanche e4 · Pion blanc sur case noire f4 · Pion noir sur case blanche g4 · Fou blanc sur case noire h4 · Pion blanc sur case noire g3 · Pion blanc sur case blanche c2 · Roi blanc sur case noire d2 · Roi noir sur case noire h2 | Tour blanche sur case blanche e6 · Pion noir sur case blanche d5 · Pion noir sur case blanche h5 · Tour noire sur case noire b4 · Pion noir sur case blanche c4 · Pion blanc sur case noire d4 · Fou noir sur case blanche e4 · Pion blanc sur case noire f4 · Pion noir sur case blanche g4 · Fou blanc sur case noire h4 · Pion blanc sur case noire g3 · Pion blanc sur case blanche c2 · Roi blanc sur case noire d2 · Roi noir sur case noire h2 | Tour blanche sur case blanche e6 · Pion noir sur case blanche d5 · Pion noir sur case blanche h5 · Tour noire sur case noire b4 · Pion noir sur case blanche c4 · Pion blanc sur case noire d4 · Fou noir sur case blanche e4 · Pion blanc sur case noire f4 · Pion noir sur case blanche g4 · Fou blanc sur case noire h4 · Pion blanc sur case noire g3 · Pion blanc sur case blanche c2 · Roi blanc sur case noire d2 · Roi noir sur case noire h2 | Tour blanche sur case blanche e6 · Pion noir sur case blanche d5 · Pion noir sur case blanche h5 · Tour noire sur case noire b4 · Pion noir sur case blanche c4 · Pion blanc sur case noire d4 · Fou noir sur case blanche e4 · Pion blanc sur case noire f4 · Pion noir sur case blanche g4 · Fou blanc sur case noire h4 · Pion blanc sur case noire g3 · Pion blanc sur case blanche c2 · Roi blanc sur case noire d2 · Roi noir sur case noire h2 | Tour blanche sur case blanche e6 · Pion noir sur case blanche d5 · Pion noir sur case blanche h5 · Tour noire sur case noire b4 · Pion noir sur case blanche c4 · Pion blanc sur case noire d4 · Fou noir sur case blanche e4 · Pion blanc sur case noire f4 · Pion noir sur case blanche g4 · Fou blanc sur case noire h4 · Pion blanc sur case noire g3 · Pion blanc sur case blanche c2 · Roi blanc sur case noire d2 · Roi noir sur case noire h2 | Tour blanche sur case blanche e6 · Pion noir sur case blanche d5 · Pion noir sur case blanche h5 · Tour noire sur case noire b4 · Pion noir sur case blanche c4 · Pion blanc sur case noire d4 · Fou noir sur case blanche e4 · Pion blanc sur case noire f4 · Pion noir sur case blanche g4 · Fou blanc sur case noire h4 · Pion blanc sur case noire g3 · Pion blanc sur case blanche c2 · Roi blanc sur case noire d2 · Roi noir sur case noire h2 | Tour blanche sur case blanche e6 · Pion noir sur case blanche d5 · Pion noir sur case blanche h5 · Tour noire sur case noire b4 · Pion noir sur case blanche c4 · Pion blanc sur case noire d4 · Fou noir sur case blanche e4 · Pion blanc sur case noire f4 · Pion noir sur case blanche g4 · Fou blanc sur case noire h4 · Pion blanc sur case noire g3 · Pion blanc sur case blanche c2 · Roi blanc sur case noire d2 · Roi noir sur case noire h2 | 1 |
|   | a | b | c | d | e | f | g | h |   |

Dans la partie qui l'opposa à Magnus Carlsen lors de la Finale du grand chelem d'échecs de Bilbao en 2012 (1re ronde, 24 septembre), Fabiano Caruana (avec les blancs) parvient à faire basculer la rencontre à son avantage en jouant un sacrifice de qualité, 79. Txe4!? (1-0 en 91 coups).

### Quelques parties remarquables
Fabiano Caruana - Aleksander Wojtkiewicz, New York, 2002

1.e4 c5 2.Cf3 g6 3.d4 Fg7 4.Fe3 Cf6 5.Cc3 cxd4 6.Fxd4 Cc6 7.Fb5 Cxd4 8.Dxd4 O-O 9.e5 Ce8 10.O-O-O d6 11.Dd2 Fg4 12.Fxe8 Txe8 13.exd6 exd6 14.Dxd6 Fxc3 15.Dxd8 Fxb2+ 16.Rxb2 Taxd8 17.Txd8 Txd8 18.Ce5 Ff5 19.g4 Fe6 20.Te1 Td2 21.Cd3 Fxg4 22.h3 Ff3 23.Te3 Fc6 24.Rc1 Txd3 25.Txd3 Rg7 26.Rd2 Rf6 27.Re3 Rg5 28.Rd4 Rh4 29.Tg3 f5 30.Re5 Fe4 31.c4 g5 32.Tb3 Fg2 33.Rxf5 h6 34.Rg6 h5 35.Rh6 g4 36.hxg4 hxg4 37.Rg6 Ff3 38.Rf5 Rh3 39.Rf4 Rg2 40.Tb2 a6 41.c5 Rh2 42.a4 Rg2 43.a5 Rh2 44.Tb3 Rg2 45.Txf3 1-0
Fabiano Caruana - Michele Godena, Crémone, 2006

1. e4 e5 2. Cf3 Cc6 3. Fb5 a6 4. Fa4 Cf6 5. O-O b5 6. Fb3 Fc5 7. a4 Fb7 8. c3 d6 9. d4 Fb6 10. Fg5 h6 11. Fxf6 Dxf6 12. Fd5 O-O 13. Ca3 exd4 14. cxd4 Tfb8 15. Cc2 bxa4 16. Txa4 a5 17. Ce3 Cb4 18. Fxb7 Txb7 19. Cc4 De6 20. De2 d5 21. Cxb6 cxb6 22. e5 Dg4 23. Ta3 Tc8 24. Tc3 Tbc7 25. Db5 De6 26. Txc7 Txc7 27. Te1 Tc2 28. Te2 Dc6 29. Dxc6 Txc6 30. Rf1 Cd3 31. g3 Tc1+ 32. Rg2 Tb1 33. Te3 Cxb2 34. Tb3 a4 35. Txb6 a3 36. Ta6 Cc4 37. h4 Tb2 38. h5 a2 39. Ta8+ Rh7 40. e6 fxe6 41. Ch4 g5 42. hxg6+ Rg7 43. Ta7+ Rg8 44. Ta8+ Rg7 45. Ta7+ 1/2-1/2
Fabiano Caruana - Veselin Topalov, Sinquefield Cup 2014 (ronde 6)

Défense sicilienne, variante Paulsen (B46),

1.e4 c5 2.Cf3 e6 3.d4 cxd4 4.Cxd4 Cc6 5.Cc3 a6 6.Cxc6 bxc6 7.Fd3 d5 8.O-O Cf6 9.Te1 Fe7 10.e5 Cd7 11.Dg4 Rf8 12.Ca4 Da5 13.Te2 h5 14.Df4 g5 15.Fd2 Dc7 16.Dg3 h4 17.Dg4 Tg8? (17...h3!? 18.Fxg5 Fxg5 19. Dxg5 c5!) 18.Tae1 c5 19.c4 dxc4 20.Fxc4 Fb7 21.h3 Td8 22.Fc3 Cb8 23.Te3! Cc6? 24.Fxe6! fxe6 25.Tf3+ Re8 26.Dxe6 Tg7 27.Dh6 Cd4 28.e6! Cxf3+ 29.gxf3 Ff8 (si 29...Tg8 30. Dh5+ et mat en f7) 30.Dh5+ Re7 31.Fxg7 1-0